# Liste des groupes d'espace (3+1)D (triclinique, monoclinique)
Pour des raisons de taille, la liste des groupes d'espace (3+1)D de l'article groupe d'espace (4D) est scindée en quatre pages :
- liste des groupes d'espace (3+1)D (triclinique, monoclinique) ;
- liste des groupes d'espace (3+1)D (orthorhombique) ;
- liste des groupes d'espace (3+1)D (quadratique) ;
- liste des groupes d'espace (3+1)D (trigonal, hexagonal).

Cette page liste les groupes d'espace (3+1)D (triclinique, monoclinique).
| Système triclinique  |                                              |      |                                                     |      |                                                  |      |                                                     |      |                                                     |
| 1.1                  | {\displaystyle P1\,(\alpha \beta \gamma )}   | 2.1  | {\displaystyle P{\bar {1}}\,(\alpha \beta \gamma )} |      |                                                  |      |                                                     |      |                                                     |
| Système monoclinique |                                              |      |                                                     |      |                                                  |      |                                                     |      |                                                     |
| 3.1                  | {\displaystyle P2\,(\alpha \beta 0)}         | 3.2  | {\displaystyle P2\,(\alpha \beta {\frac {1}{2}})}   | 3.3  | {\displaystyle P2\,(00\gamma )}                  | 3.4  | {\displaystyle P2\,(00\gamma )s}                    | 3.5  | {\displaystyle P2\,({\frac {1}{2}}0\gamma )}        |
| 4.1                  | {\displaystyle P2_{1}\,(\alpha \beta 0)}     | 4.2  | {\displaystyle P2_{1}\,(00\gamma )}                 | 4.3  | {\displaystyle P2_{1}\,({\frac {1}{2}}0\gamma )} | 5.1  | {\displaystyle B2\,(\alpha \beta 0)}                | 5.2  | {\displaystyle B2\,(00\gamma )}                     |
| 5.3                  | {\displaystyle B2\,(00\gamma )s}             | 5.4  | {\displaystyle B2\,(0{\frac {1}{2}}\gamma )}        | 6.1  | {\displaystyle Pm\,(\alpha \beta 0)}             | 6.2  | {\displaystyle Pm\,(\alpha \beta 0)s}               | 6.3  | {\displaystyle Pm\,(\alpha \beta {\frac {1}{2}})}   |
| 6.4                  | {\displaystyle Pm\,(00\gamma )}              | 6.5  | {\displaystyle Pm\,({\frac {1}{2}}0\gamma )}        | 7.1  | {\displaystyle Pb\,(\alpha \beta 0)}             | 7.2  | {\displaystyle Pb\,(\alpha \beta {\frac {1}{2}})}   | 7.3  | {\displaystyle Pb\,(00\gamma )}                     |
| 7.4                  | {\displaystyle Pb\,({\frac {1}{2}}0\gamma )} | 8.1  | {\displaystyle Bm\,(\alpha \beta 0)}                | 8.2  | {\displaystyle Bm\,(\alpha \beta 0)s}            | 8.3  | {\displaystyle Bm\,(00\gamma )}                     | 8.4  | {\displaystyle Bm\,(0{\frac {1}{2}}\gamma )}        |
| 9.1                  | {\displaystyle Bb\,(\alpha \beta 0)}         | 9.2  | {\displaystyle Bb\,(00\gamma )}                     | 10.1 | {\displaystyle P2/m\,(\alpha \beta 0)}           | 10.2 | {\displaystyle P2/m\,(\alpha \beta 0)0s}            | 10.3 | {\displaystyle P2/m\,(\alpha \beta {\frac {1}{2}})} |
| 10.4                 | {\displaystyle P2/m\,(00\gamma )}            | 10.5 | {\displaystyle P2/m\,(00\gamma )s0}                 | 10.6 | {\displaystyle P2/m\,({\frac {1}{2}}0\gamma )}   | 11.1 | {\displaystyle P2_{1}/m\,(\alpha \beta 0)}          | 11.2 | {\displaystyle P2_{1}/m\,(\alpha \beta 0)0s}        |
| 11.3                 | {\displaystyle P2_{1}/m\,(00\gamma )}        | 11.4 | {\displaystyle P2_{1}/m\,({\frac {1}{2}}0\gamma )}  | 12.1 | {\displaystyle B2/m\,(\alpha \beta 0)}           | 12.2 | {\displaystyle B2/m\,(\alpha \beta 0)0s}            | 12.3 | {\displaystyle B2/m\,(00\gamma )}                   |
| 12.4                 | {\displaystyle B2/m\,(00\gamma )s0}          | 12.5 | {\displaystyle B2/m\,(0{\frac {1}{2}}\gamma )}      | 13.1 | {\displaystyle P2/b\,(\alpha \beta 0)}           | 13.2 | {\displaystyle P2/b\,(\alpha \beta {\frac {1}{2}})} | 13.3 | {\displaystyle P2/b\,(00\gamma )}                   |
| 13.4                 | {\displaystyle P2/b\,(00\gamma )s0}          | 13.5 | {\displaystyle P2/b\,({\frac {1}{2}}0\gamma )}      | 14.1 | {\displaystyle P2_{1}/b\,(\alpha \beta 0)}       | 14.2 | {\displaystyle P2_{1}/b\,(00\gamma )}               | 14.3 | {\displaystyle P2_{1}/b\,({\frac {1}{2}}0\gamma )}  |
| 15.1                 | {\displaystyle B2/b\,(\alpha \beta 0)}       | 15.2 | {\displaystyle B2/b\,(00\gamma )}                   | 15.3 | {\displaystyle B2/b\,(00\gamma )s0}              |      |                                                     |      |                                                     |